# Église Saint-Martin de Franleu
L'église Saint-Martin de Franleu est une église paroissiale située à Franleu à l'ouest du département de la Somme.

## Historique
La construction de l'église de Franleu date du XVIe siècle. La reconstruction du chevet date de la deuxième moitié du XVIIe siècle.
L'édifice est protégé au titre des monuments historiques : inscription par arrêté du 15 octobre 2014.

## Caractéristiques

### Extérieur
L'église était autrefois plus vaste et comportait deux bas-côtés ; celui du nord n'existe plus. L'édifice est principalement en pierre. Son chevet est en brique, et à cinq pans. 
La tour carrée du clocher a sa silhouette épaissie par la présence à chaque angle de deux contreforts, dont la décoration supérieure consiste en un éperon surmonté par un pinacle appliqué sous un talus (biseau). Quatre larmiers tronçonnent la hauteur de la tour, pour en rompre la monotonie, en autant d'étages dont le dernier est percé sur chaque côté par une grande et haute baie à archivolte et ayant perdu le meneau qui la géminait.
La face ouest de la tour n'a aucune autre ouverture (ni portail ni fenêtre) et se caractérise par une tourelle octogonale d'escalier flanquant le contrefort gauche jusqu'au troisième étage. (L'accès jusqu'au niveau supérieur se fait alors ensuite par une échelle intérieure.)
Selon le seigneur de Saint-Valery, le clocher de l'église de Franleu aurait abrité autrefois plusieurs cloches.
La cloche actuelle porte l'inscription suivante : « Fondue en 1838, j'ai été bénite par M. Antoine Auguste Forestier, curé de Franleu ; nommée Marie Françoise Henriette par M. J. François Humel et Mme Marie Elizabeth Duminil. Marguilliers : Henri Abraham Sanson de Frières, Paul Pingré de Guimicourt, seigneurs du lieu ; P. Demonchy, P. Paschal Peuvrel, P. François Bailleul, Casimir Huguet, Claude Honoré Lesage et P. Honoré Quennehen. »

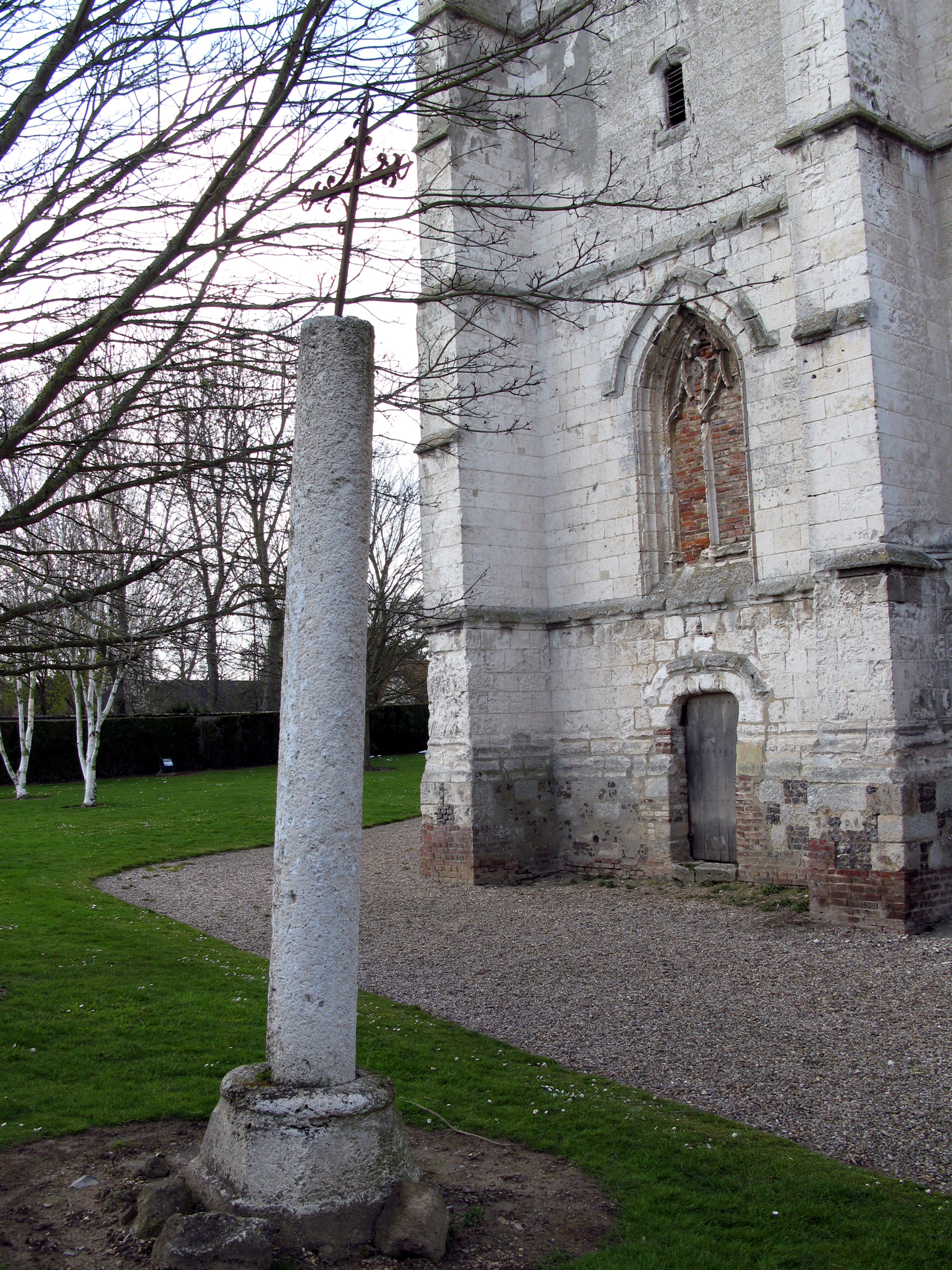

Sa face sud est la plus équipée en ouvertures : au niveau du sol, d'abord, s'ouvre une petite porte en anse de panier, avec archivolte, que surmonte au niveau suivant une grande fenêtre refendue par un meneau portant deux arcs en accolade, des mouchettes et un trèfle dans le tympan, avec moulures prismatiques. Plus haut encore, au second étage, une petite fenêtre présente son anse de panier. Les deux contreforts sud-est sont réunis à leur angle par un pan coupé, orné de deux arcatures en tiers-point trilobé en application, séparées par un tore et encadrées par un tableau rectangulaire.
La façade ouest de la nef est fortement en retrait par rapport au clocher, qui la déborde de la moitié de sa propre longueur. Toute la moitié inférieure de cette façade, jusqu'aux angles, est appareillée en damier (en) de tuf.
À Paris et dans plusieurs églises du Poitou, des fers à cheval étaient cloués sur les portes de l'église.
Plus haut, dans le pignon en craie taillée, s'ouvre une grande fenêtre, autrefois à trois formes.
La partie supérieure du mur nord de la nef a été refait en brique.
La façade du bas-côté, au sud, est percée de deux fenêtres à archivoltes, et d'une troisième qui, ayant été agrandie ultérieurement et éclairant la chapelle, entame la corniche.
Le chevet, à cinq pans, est en briques et non en craie taillée comme la majorité des éléments subsistant de l'église d'origine. Bien qu'encore gothique, il n'est pas antérieur à la fin du XVIIe siècle ainsi que l'attestent deux actes signés par Charles Bonnet, curé de Franleu :
- son accord passé le 27 septembre 1680, avec le mandataire du prieur de Saint-Pierre d'Abbeville, fixant la part dudit prieur dans le coût des réparations à faire au chœur de l'église de Franleu, au prorata des dîmes qu'il perçoit dans la paroisse.
- sa transaction, le 13 juillet 1685, à laquelle participèrent aussi les gros décimateurs de la paroisse (le prieur de Saint-Pierre d'Abbeville, les abbés et religieux de Saint-Acheul et l'abbé de Saint-Valery), avec Michel Leroy, maître couvreur, François Neudin, maître charpentier, demeurant tous deux à Abbeville. Les gros décimateurs renonçaient aux recours qu'ils pouvaient tenter contre ces artisans quant à l'exécution « du traité de construction du chœur de l'église de Franleu » et pour solidarité avec les autres maîtres ouvriers ayant travaillé à la reconstruction du chœur, Nicolas Cormont, maître vitrier, et Chivot, maître maçon.

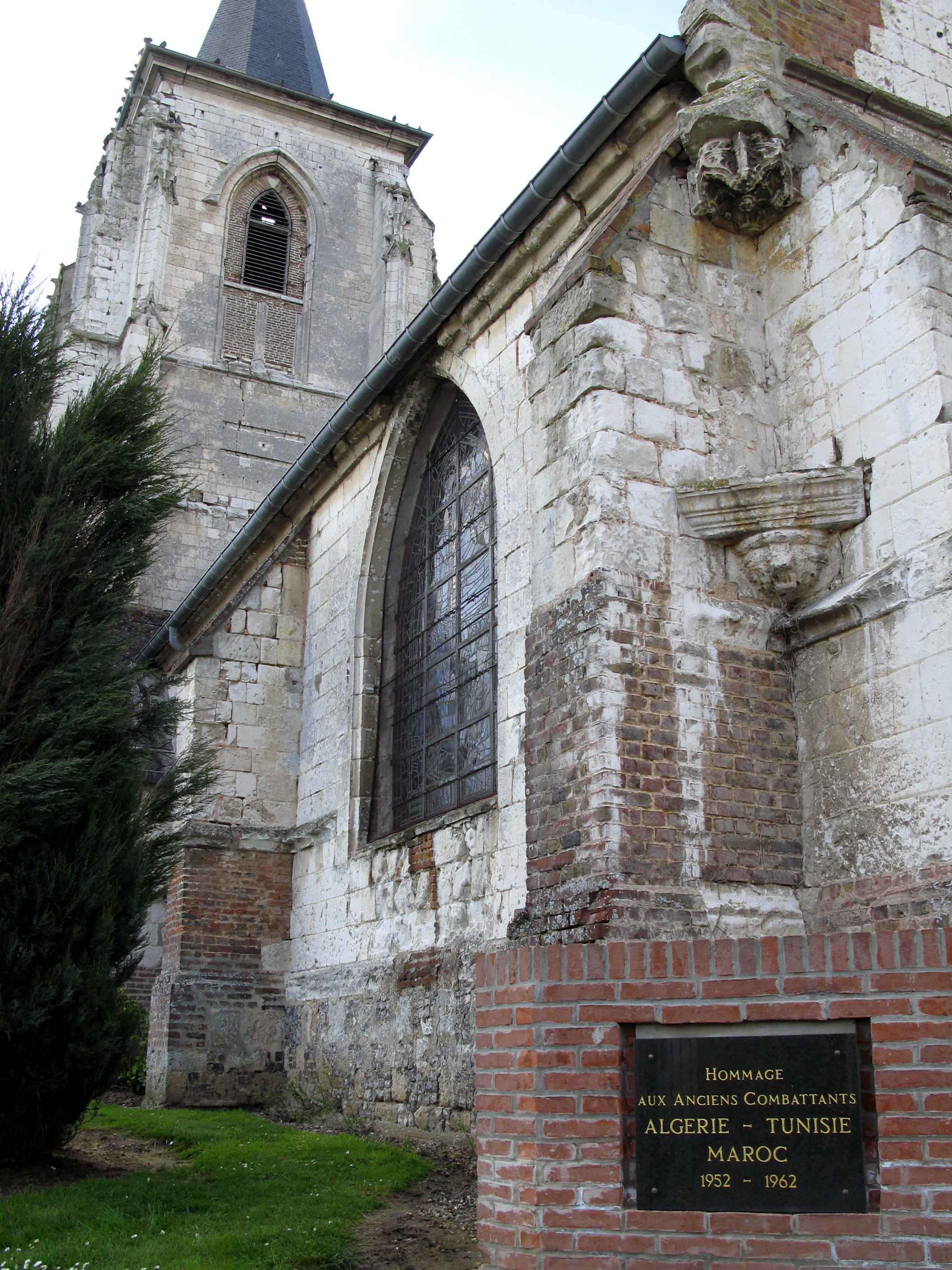

Le chevet droit du bas-côté sud était percé jadis d'une grande fenêtre, à présent murée. Son angle sud est agrémenté d'une niche à dais de pierre, de style flamboyant, ayant abrité une petite Vierge-Mère en bois, du XVIIe siècle.
Le chevet de la chapelle nord n'a jamais eu de fenêtre.
Un petit porche (qui daterait du milieu ou de la seconde moitié du XVIe siècle) d'aspect cubique, couvert d'un « toit à coupe » et rappelant ceux de la Renaissance bretonne, s'adosse contre la travée médiane de ce bas-côté. À environ deux mètres du sol, l'arête de chacun de ses deux angles sud se transforme en un pan coupé ménageant la place pour une colonnette ronde, dont le fût galbé, entre la base carrée et le chapiteau rond (d'ordre dorique et composé d'un corps de moulures), supporte la corniche. Un cordon mouluré d'un filet et d'un talon règne à la base des colonnettes jusqu'aux extrémités du plan coupé. Ce porche était autrefois voûté d'ogives. Les culots, en forme d'écu sans ornements, existent encore. La porte extérieure est en anse de panier - sans archivolte - tout comme celle qui, donnant accès à l'église, est ornée d'un tore et surmontée d'une petite fenêtre. Les deux ouvertures rectangulaires, beaucoup plus larges que hautes, qui avaient été aménagées dans les murs latéraux du porche, sont murées.

#### Épitaphes sous le porche
Dans l'embrasure de la porte extérieure, sur plaque de cuivre, cintrée : (tête de mort, ossements) : 

« Ci git le corps de Mr Jacques Antoine Dorémus, prêtre, ancien chapelain et bénéficier du chapitre royal de Saint Wulfran d'Abbeville, décédé chapelain de Frireules le 17 juin 1828 âgé de 75 ans 9 mois. Fidel (sic) et toujours soumis aux décisions de l'église, bien des fois il a exposé sa vie dans le temps malheureux à porter des secours aux vrais catholiques, sa vie entière fut le modèle de toutes les vertus sacerdotales. Priez Dieu pour son âme. Leclercq graveur Abbeville. »

### Intérieur
Toute la voûte est lambrissée de bois. La partie apparente de la charpente de la nef n'est pas sculptée, mais celle du bas-côté est moins brute et présente des sablières divisées en deux registres peu ornés ainsi que des blochets assez grossiers en forme de grosses têtes. Deux dates de restaurations (graffites) y sont gravées, l'une « 1683 AP » sur la sablière même, et l'autre « 1755 JPT » sur un blochet. Le plancher, les poinçons et les entraits ne sont pas ceux d'origine.
La nef est partagée en quatre travées datant du XIVe siècle. Les colonnes cylindriques et trapues se dressent sur un socle octogonal très surhaussé et dépourvu de moulure. Les chapiteaux ne sont pas identiques et sont restés inachevés. Ceux de droite sont grossiers et leur tailloir, d'épaisseur importante, est circulaire. Un gros tore, dégagé par deux petites gorges, et probablement décoré à l'origine d'une frise de feuillages, fait office de corbeille. L'astragale est constitué de deux biseaux. Les chapiteaux de gauche sont un peu plus élégants et les tailloirs sont dégagés par une gorge ; une des corbeilles se distingue par de petits tronçons de pierre (billettes), qui pourraient avoir été destinés à réaliser un décor plus sophistiqué comme sans doute des feuilles, qui sont restées épannelées.
Les arêtes des grandes arcades en tiers-point et doubles sont abattues et leurs cavets sont amortis par des congés en pyramide.
Le bas-côté sud est éclairé par deux fenêtres en tiers-point.
Sur la première travée du bas-côté se dresse la tour qui, ajoutée ultérieurement, empiète sur l'arcade de la deuxième travée de la nef. La deuxième travée donne sur le porche Sud et ne dispose pas de fenêtre. Un gros contrefort, orné d'arcatures, en plein cintre trilobé, obstrue une partie de cette arcade.
Des colonnettes, dont la base date du XIIIe siècle, encadrent l'arc triomphal du côté du chœur. Une fine scotie est visible entre deux tores (l'inférieur étant beaucoup plus gros que l'autre) et le socle est semi-octogonal.
La quatrième travée du bas-côté correspond au chœur, et a son pendant constitué par une chapelle au nord, seule travée subsistant du collatéral démoli. Chacune de ces chapelles est éclairée par une grande fenêtre dépourvue de meneaux. Une piscine sans ornements équipe la chapelle nord.
Le chevet a deux fenêtres perçant ses pans latéraux. Les quatre blochets de sa voûte représentent les symboles des Évangélistes.

#### Mobilier

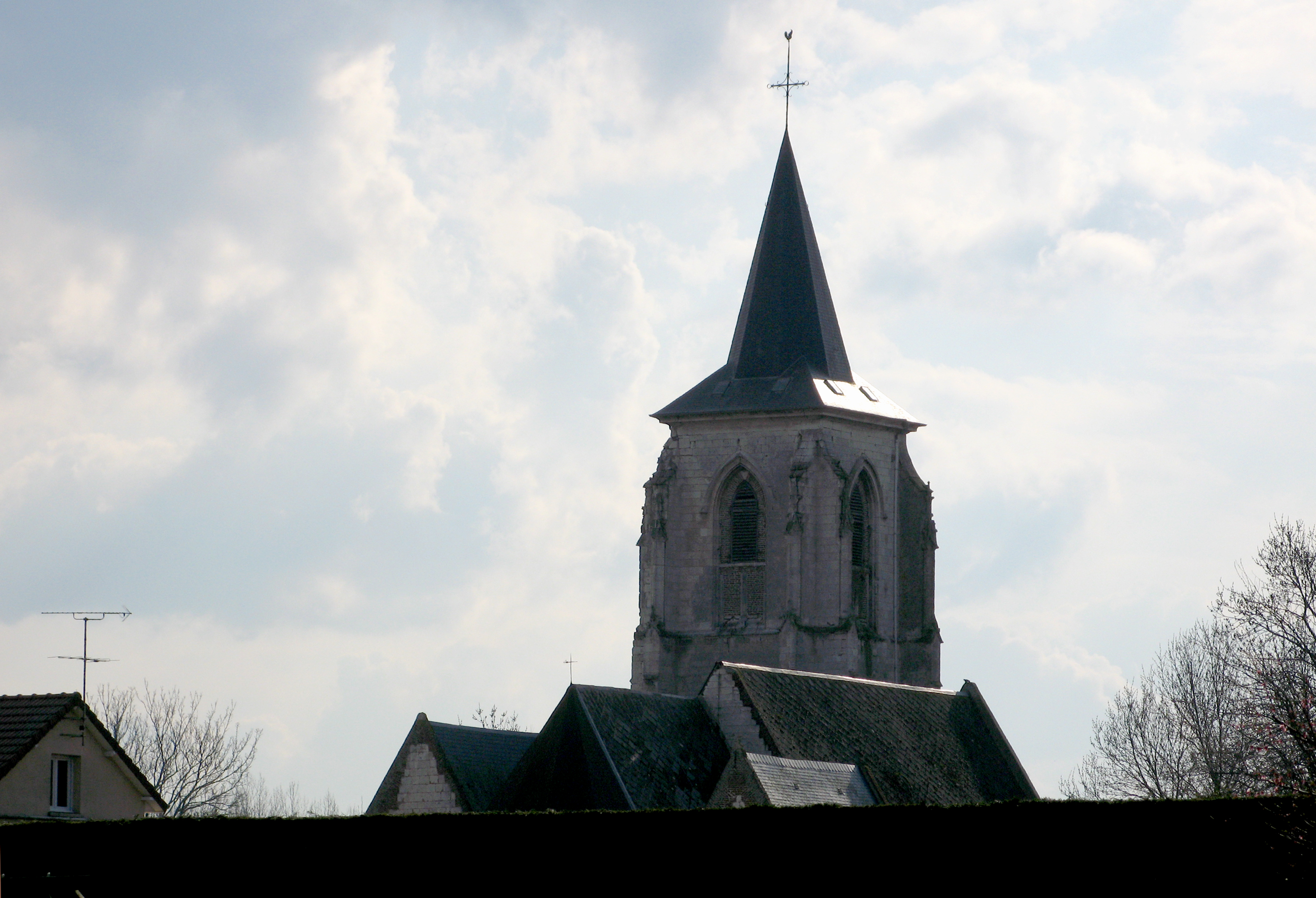

Le maître-autel date de l'époque à laquelle fut réalisée la reconstruction du chevet (deuxième moitié du XVIIe siècle). Le 23 mai 1678, à la suite de la délibération de la fabrique de Franleu du 24 avril précédent, Nicolas Gouchon, maître sculpteur demeurant à Abbeville, paroisse Saint-Wulfran de la Chaussée, s'engage auprès de Charles Bonnet, curé de Franleu, à livrer une table d'autel et trois sièges pour les célébrants. Le contrat stipule que ce mobilier est à exécuter en bon bois de chêne de même que l'ébrasement des fenêtres et le lambris, qui sera percé, de chaque côté, par une porte conduisant dans la sacristie. Un délai de neuf mois est alors prévu pour réaliser la commande, pour un coût de 690 livres, la fabrique devant fournir à ses frais les ferrures et s'engageant en outre à nourrir les ouvriers chargés de monter l'ouvrage. L'église conserve également : un retable, une chaire à prêcher, un confessionnal, des fonts baptismaux et un chemin de croix.
En 1996, le retable de saint Martin (au-dessus du maître-autel et datant du XVIIe siècle) fut restauré par une artiste belge, Christine Springel, qui intervint de même sur le chemin de croix.
Après la Seconde Guerre mondiale, les vitraux furent restaurés. L'un d'eux est dédié à saint Martin. Un autre retrace la bataille de 1940 lors de laquelle périrent plusieurs civils de Franleu, dont les noms sont gravés sur le verre. Un troisième représente l'Annonciation.